# Zea mays
Il mais (Zea mays L., 1753), anche chiamato granturco, granoturco, o grano turco è una pianta erbacea annuale della famiglia delle Poaceae: coltivato dalle popolazioni indigene in Messico centrale in tempi preistorici circa 10.000 anni fa, è uno dei più importanti cereali, largamente coltivato sia nelle regioni tropicali sia in quelle temperate, in quest'ultimo caso a ciclo primavera-estate.
Base alimentare tradizionale delle popolazioni dell'America Latina e di alcune regioni dell'Europa e del Nordamerica, nelle regioni temperate è principalmente destinato all'alimentazione degli animali domestici, sotto forma di granella, farine o altri mangimi, oppure come insilato, generalmente raccolto alla maturazione cerosa; è inoltre destinato a trasformazioni industriali per l'estrazione di amido e olio oppure alla fermentazione, allo scopo di produrre per distillazione bevande alcoliche o bioetanolo a scopi energetici.
L'infiorescenza femminile, che porta le cariossidi, si chiama correttamente spadice, ma viene più spesso impropriamente chiamata "pannocchia", mentre la pannocchia propriamente detta è l'infiorescenza maschile posta sulla cima del fusto (stocco) della pianta, che di contro viene talvolta chiamata impropriamente "spiga" o "pennacchio" per il suo aspetto. Le cariossidi sono fissate al tutolo e il tutolo è fissato alla pianta.

## Etimologia
Per riferirsi al mais in lingua italiana si utilizzano diversi sinonimi, come frumentone, formentone, formentazzo, granone, grano siciliano, grano d'India, granoturco, granturco, melica, meliga, melicone, meligone e pollanca, alcuni derivati da dialetti locali o lingue regionali.
Il suo nome è di origine spagnola, maíz, a sua volta d'origine più precisamente taino, mahis; la pianta proviene dal centro Messico dove rappresentava l'ingrediente base della cucina messicana preispanica. Il termine "granoturco" o "granturco" deriva da grano turco, ossia "esotico, coloniale" (contrapposto al Triticum aestivum). Altre etimologie fanno risalire il lemma alla diffusione, avvenuta nel 1700, ad opera di una varietà coltivata nei Balcani.

## Descrizione

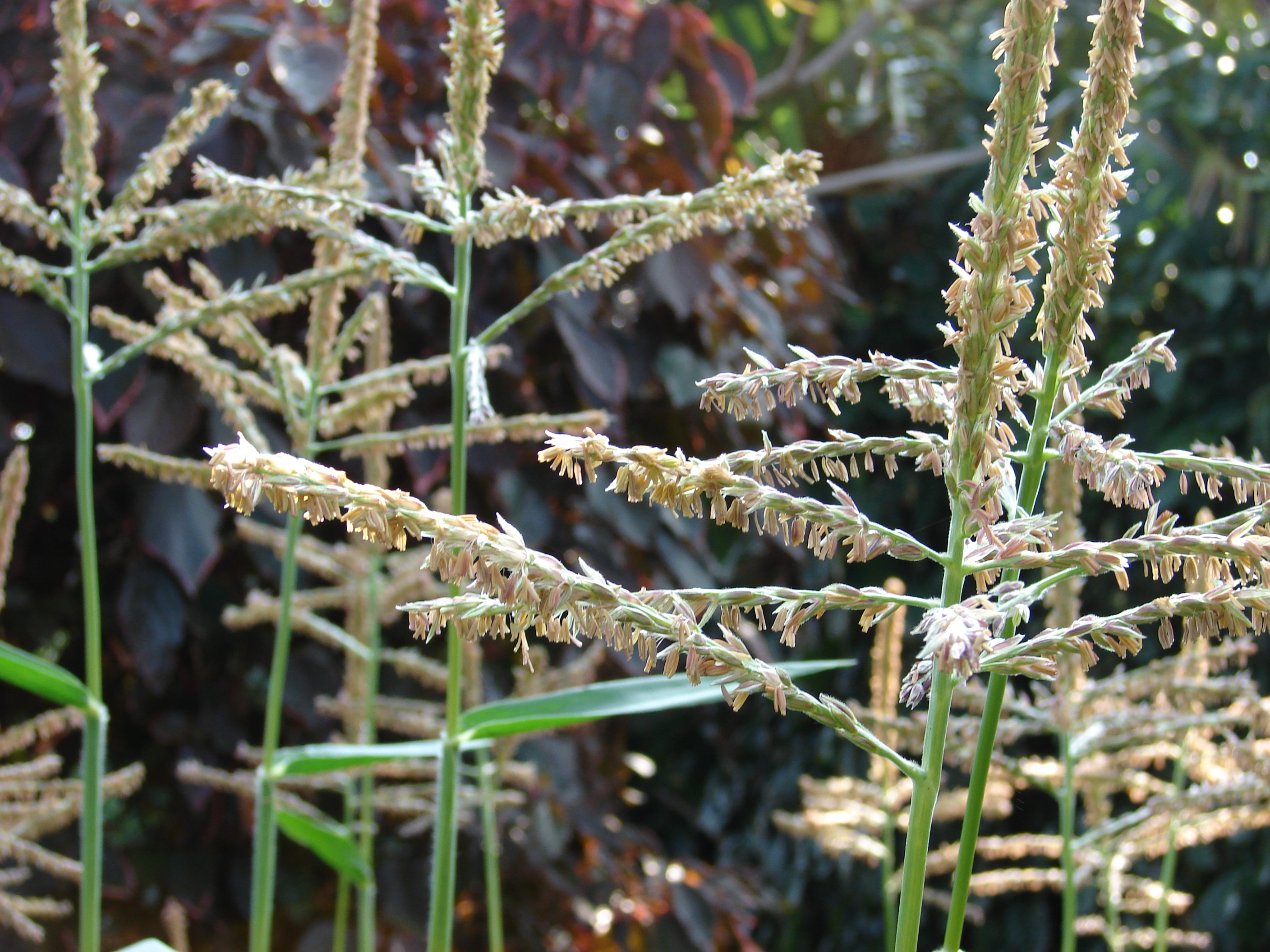
Infiorescenza maschile di mais

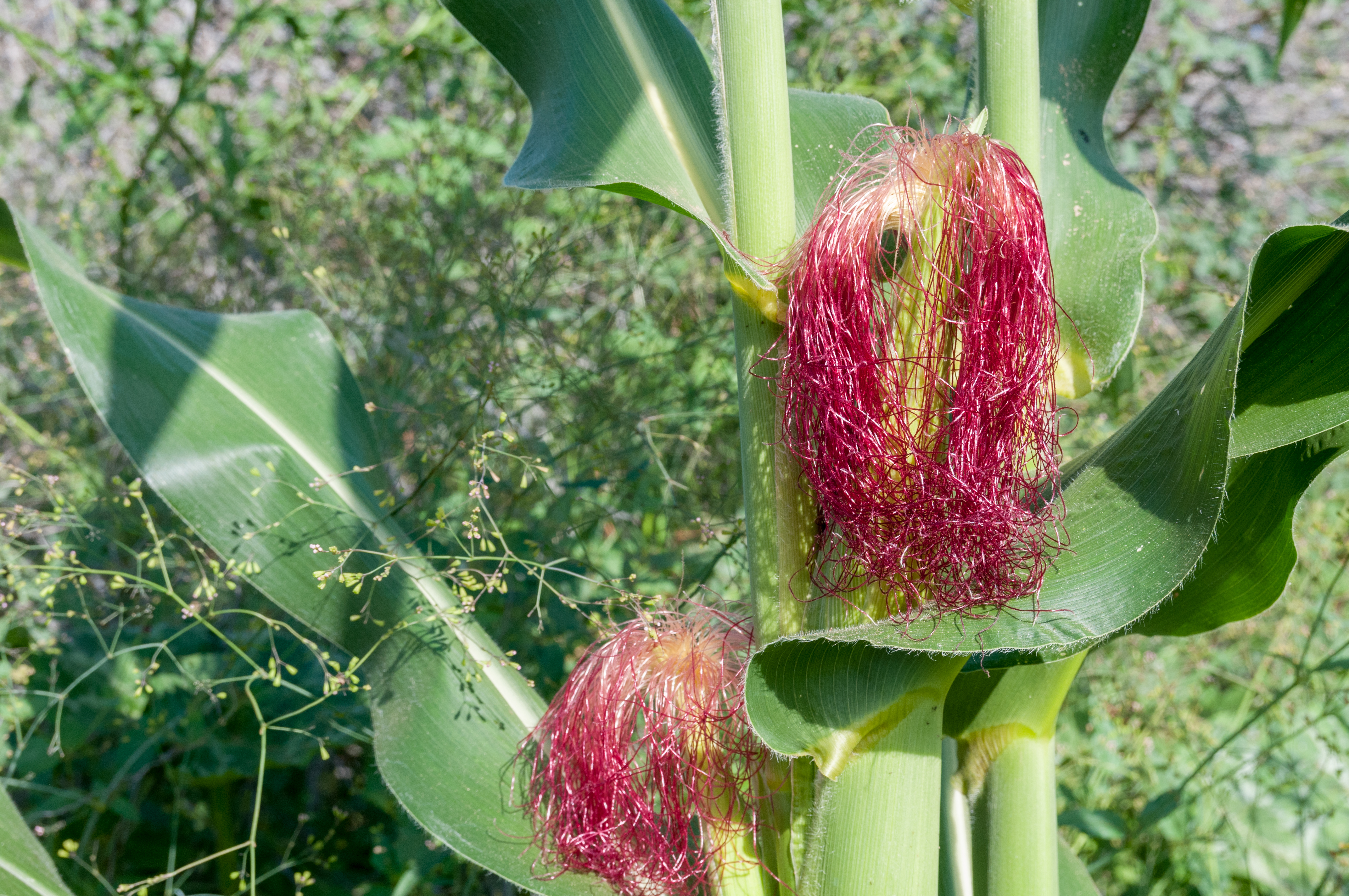
Infiorescenza femminile di mais

Il mais è una pianta erbacea annuale con un singolo stelo, la cui altezza varia da 1,2 a 4 m. Le foglie lunghe e strette nascono dai nodi, in maniera alternata sui lati opposti dello stelo. Il mais è una pianta monoica, con fiori maschili e femminili separati sulla stessa pianta. Nella parte superiore dello stelo si trova la nappa, un'infiorescenza di fiori maschili; le loro antere rilasciano il polline, che viene disperso dal vento. Come altri pollini, è un allergene, ma la maggior parte si trova entro pochi metri dalla nappa e il rischio è in gran parte limitato ai lavoratori agricoli. L'infiorescenza femminile, posta un po' più in basso lungo lo stelo, appare come un fascio di morbidi peli tubolari, uno per carpello in ogni fiore femminile. Questi si sviluppano in frutti, delle cariossidi, quando vengono impollinati. Un'intera infiorescenza femminile si sviluppa in una pannocchia, avvolta da più strati di foglie.
Nelle varietà moderne i chicchi sono solitamente gialli o bianchi; altre varietà hanno chicchi arancioni, rossi, marroni, blu, viola o neri. Sono disposti in file da 8 a 32 attorno alla pannocchia; su una pannocchia grande possono esserci fino a 1200 chicchi. I mais gialli derivano il loro colore dai carotenoidi; i mais rossi sono colorati da antocianine e flobafeni e le varietà arancioni e verdi possono contenere combinazioni di questi pigmenti.
Il mais ha un fotoperiodo brevidiurno, il che significa che necessita di notti di una certa lunghezza per fiorire. Per una fioritura più lunga sono necessarie giornate abbastanza calde con temperature sopra i 10 °C. Il controllo della fioritura è impostato geneticamente; il meccanismo fisiologico coinvolge il sistema del fitocromo. Le cultivar tropicali possono essere problematiche se coltivate a latitudini più elevate, poiché le giornate più lunghe possono far sì che le piante crescano alte anziché produrre semi prima dell'arrivo dell'inverno. D'altro canto, la crescita rapida potrebbe essere vantaggiosa per la produzione di biocarburanti.
I germogli immaturi di mais accumulano una potente sostanza antibiotica, il 2,4-diidrossi-7-metossi-1,4-benzoxazin-3-one (DIMBOA), che fornisce una misura di protezione contro un'ampia gamma di parassiti. A causa delle sue radici poco profonde, il mais è suscettibile alla siccità, intollerante ai terreni poveri di nutrienti e incline ad essere sradicato dai venti forti.

## Storia

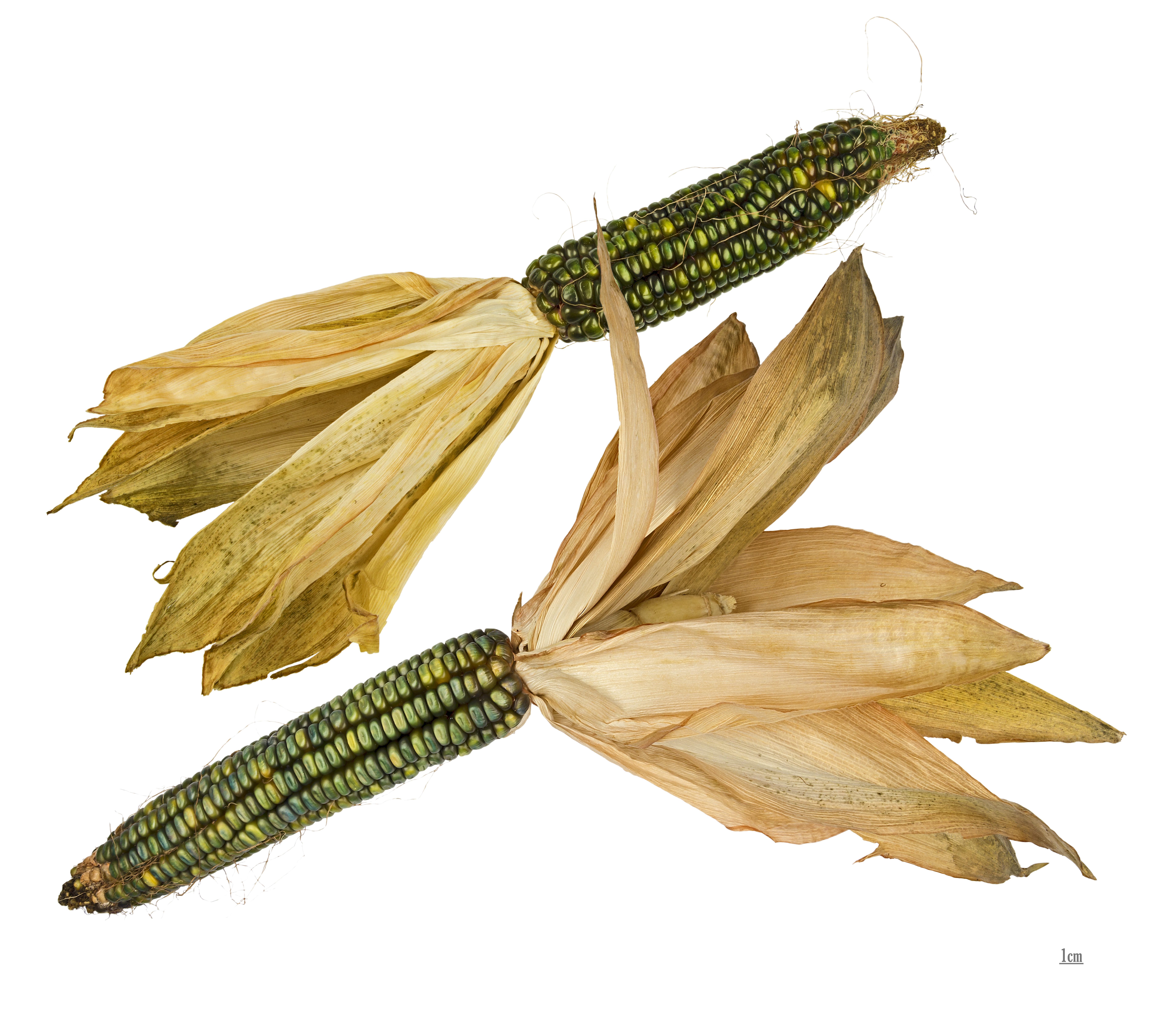
Zea mays "Oaxacan Green"

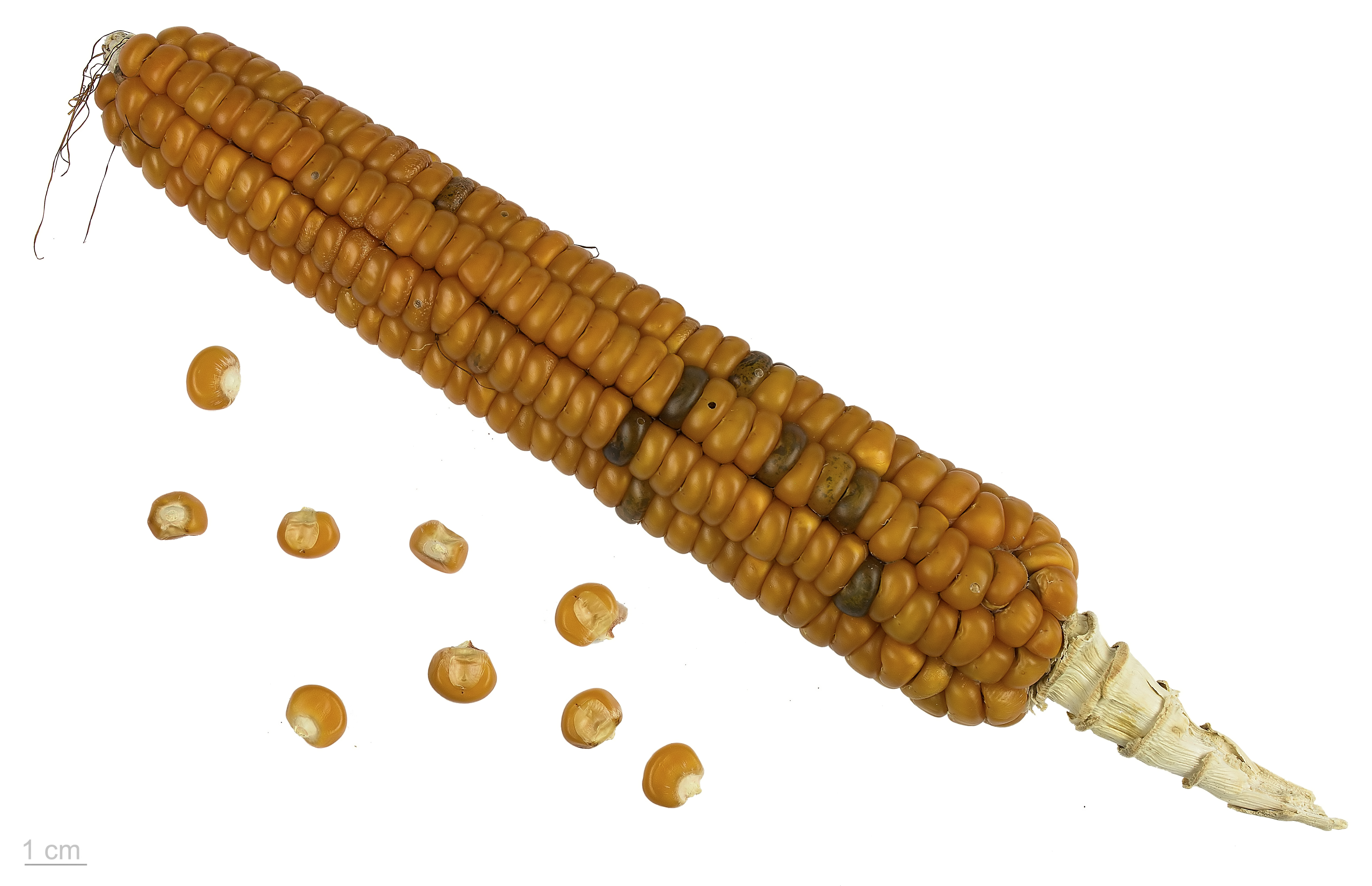
Zea mays 'Ottofile giallo Tortonese

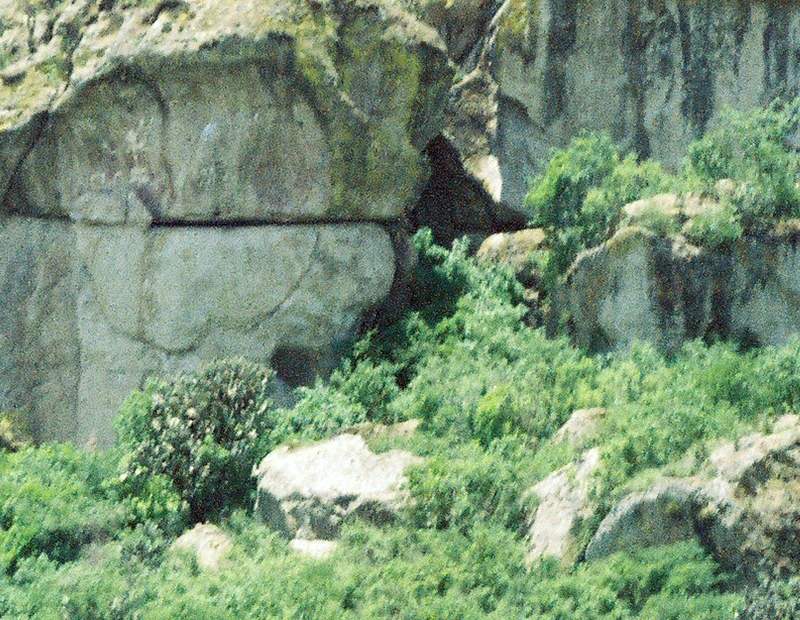
La caverna Guila Naquitz a Oaxaca, Messico è il sito di domesticazione precoce di diverse colture alimentari, tra cui teosinte (un antenato di mais).

La maggior parte degli storici ritiene che il mais fu domesticato nella valle di Tehuacán del Messico.
Gli Olmechi e i Maya ne coltivavano numerose varietà nella zona del Mesoamerica. A partire dal 2500 a.C. si ebbe la diffusione delle colture attraverso gran parte delle Americhe.
L'intera regione sviluppò una rete commerciale basata sul surplus e la varietà delle colture di mais e dopo la scoperta delle Americhe gli esploratori e commercianti europei lo introdussero in altri paesi. Presente all'inizio del XVI secolo in Spagna e Portogallo, si diffuse rapidamente in Francia meridionale, Italia settentrionale, nei Balcani, poi in altre parti del bacino mediterraneo, lungo la costa occidentale dell'Africa, e giunse in Cina intorno al 1540-50. Il mais si diffuse in regioni così diverse e lontane grazie al suo alto rendimento, al breve ciclo colturale e alla capacità di crescere in climi diversi con varietà ricche di zucchero chiamate generalmente mais dolce che di solito sono coltivate per il consumo umano, mentre le altre varietà sono utilizzate principalmente per l'alimentazione animale.
Tra i vari usi del mais troviamo la macinazione per creare farina, la spremitura da cui si ottiene l'olio di mais e la fermentazione e distillazione in bevande alcoliche come bourbon e whisky. Il mais trova anche utilizzo nell'industria chimica.
Un influente studio del 2002 ha dimostrato che, piuttosto che essere il risultato di domesticazioni indipendenti, tutto il mais è il risultato di una singola domesticazione nel sud del Messico risalente a circa 9 000 anni fa.
Lo studio ha anche dimostrato che i tipi di mais sopravvissuti più antichi sono quelli degli altopiani messicani. Successivamente vi fu la diffusione del mais da questa regione attraverso le Americhe lungo due percorsi principali. Questo è coerente con un modello basato sulla documentazione archeologica che suggerisce che il mais si sia diversificato negli altopiani del Messico per poi diffondersi fino alla pianura.
Prima di essere domesticate le piante di mais producevano solo un piccolo spadice di 25 mm e molti secoli di selezione artificiale da parte dei popoli indigeni delle Americhe portarono allo sviluppo di piante di mais in grado di far crescere alcuni spadici per pianta che di solito erano lunghi diversi centimetri ciascuno. Rispetto all'antenato del mais (il teosinte), le principali modificazioni furono: la riduzione delle glume (gli involucri che ricoprono i chicchi) fino alla quasi scomparsa, che rese i chicchi esposti, e quindi più facilmente utilizzabili dagli esseri umani; e il cambiamento della struttura della pianta, che nel mais è meno ramificata, con una sola infiorescenza maschile in cima e spadici meno numerosi ma più grossi collocati a metà del fusto (caratteristica che facilitava la raccolta).
Il mais è la tipologia di grano più coltivato in tutta l'America, con 332 milioni di tonnellate prodotte ogni anno nei soli Stati Uniti. Circa il 40% del raccolto - 130 milioni di tonnellate - è usato per etanolo da mais. Il mais geneticamente modificato costituisce l'85% del mais coltivato negli Stati Uniti nel 2009.

### La diffusione del mais in Europa
Il mais fu portato per la prima volta in Europa da Cristoforo Colombo nel 1493, e nei primi decenni del Cinquecento si diffuse dalla penisola iberica alla Francia meridionale, all'Italia settentrionale e ai Balcani. Inizialmente non sostituì altri cereali, ma fu coltivato soprattutto negli orti o come foraggio. A lungo il suo ruolo nell'agricoltura e nell'alimentazione restò secondario.
I contadini coltivavano il mais negli orti, perché questi di solito erano esenti da canoni e decime e il loro prodotto poteva essere direttamente utilizzato dalla famiglia del coltivatore. Ma in seguito i proprietari si resero conto delle potenzialità produttive della nuova pianta, che poteva avere rendimenti molto maggiori rispetto ai cereali tradizionali, e spinsero i contadini a estenderne la coltivazione. Il mais poteva diventare un alimento abbondante ed economico per i contadini e gli strati sociali inferiori, mentre il frumento e altre coltivazioni più pregiate potevano essere destinate alla vendita.
A ciò si aggiunsero l'aumento della popolazione e le carestie che colpirono molte regioni d'Europa nel XVIII secolo, che resero necessaria l'adozione di coltivazioni più produttive. Di conseguenza, a partire dalla metà del Settecento la coltura del mais si diffuse nei campi dei Balcani, della Valle Padana, della Francia meridionale, sostituendosi in larga parte al miglio e all'orzo, cereali "inferiori" tradizionalmente riservati alla parte più povera della popolazione. Non mancarono resistenze da parte dei contadini, che temevano, non senza ragione, un peggioramento delle loro condizioni di vita e del loro regime alimentare, che infatti si verificò.
Nelle regioni in cui il mais era diventato la coltura principale, esso divenne anche l'alimento centrale e quasi esclusivo per le popolazioni delle campagne, in genere sotto forma di polenta. Ma le diete a base di solo mais sono carenti di niacina assimilabile e provocano la pellagra, la cui comparsa e diffusione seguì l'affermazione di questa coltura e persistette fino a tutto l'Ottocento o anche all'inizio del Novecento, a seconda delle zone, «segno e simbolo di una povertà alimentare senza precedenti»; nell'entrare in contatto con tale interessante coltura, Cristoforo Colombo o chi lo aveva diffuso in Europa aveva completamente ignorato il processo di nixtamalizzazione che era in uso nel paese di origine.

## Economia

Campo di granoturco nel 1937

Il mais è ampiamente coltivato in molte regioni del mondo e la sua produzione supera per quantità quella di ogni altro cereale, inoltre è il cereale più utilizzato nell'alimentazione del bestiame. Gli Stati Uniti producono circa il 40% del raccolto mondiale; tra gli altri maggiori produttori vi sono Cina, Brasile, Messico, Indonesia, India, Ucraina, Francia e Argentina.
| I 10 maggiori produttori di mais nel 2018 | I 10 maggiori produttori di mais nel 2018 |
| Paese                                     | Produzione (tonnellate)                   |
| ----------------------------------------- | ----------------------------------------- |
| Stati Uniti                               | 392 450 840                               |
| Cina                                      | 257 173 900                               |
| Brasile                                   | 82 288 298                                |
| Argentina                                 | 43 462 323                                |
| Ucraina                                   | 35 801 050                                |
| Indonesia                                 | 30 253 938                                |
| India                                     | 27 820 000                                |
| Messico                                   | 27 169 977                                |
| Romania                                   | 18 663 939                                |
| Canada                                    | 13 884 800                                |
| Mondo                                     | 1 147 621 934                             |

La produzione di mais in Italia negli anni 2008-2012 ha oscillato tra 7,8 e i 9,7 milioni di tonnellate.

### Mercato del mais
Il Corn è il contratto futures con cui si scambia il mais sui mercati finanziari.

#### Fattori
Il prezzo del mais è influenzato dai seguenti fattori:
- Mercato dell'etanolo: il mais sta svolgendo un ruolo crescente nella produzione di etanolo, quindi la domanda di questo additivo per combustibili potrebbe avere un grande impatto sui prezzi del mais. Il governo degli Stati Uniti sovvenziona pesantemente i coltivatori di mais per aumentare la produzione di etanolo e gli agricoltori prendono decisioni su quali colture coltivare in base ai sussidi. Se la domanda di etanolo si dissipasse, i mercati avrebbero un'offerta in eccesso di mais e i prezzi probabilmente scenderebbero.
- Mercato del petrolio: Poiché il mais viene sempre più utilizzato per produrre combustibili, il suo rapporto con i prezzi del petrolio non può essere ignorato. Un aumento dei prezzi del petrolio greggio causerebbe probabilmente un aumento della domanda di biocarburanti poiché i consumatori passeranno ad alternative più economiche. Le materie prime agricole utilizzate nella produzione di carburante hanno elevate correlazioni di prezzo con il petrolio greggio.
- Domanda cinese: Analizzare i prezzi del mais senza menzionare la Cina sarebbe un'enorme omissione. La Cina è il più grande consumatore mondiale di energia e il più grande importatore di petrolio. Si prevede che il fabbisogno energetico del paese rimarrà enorme mentre la sua economia continua a crescere. La Cina sta cercando fonti di energia più economiche e più rispettose dell'ambiente e i biocarburanti avranno un ruolo in questo piano. Qualsiasi rallentamento della crescita in Cina potrebbe causare problemi per i prezzi del mais, mentre un aumento potrebbe portare a prezzi più alti.
- Dollaro statunitense: In quanto valuta di riserva mondiale, il dollaro può spesso dettare la direzione dei prezzi delle materie prime. Quando il valore del dollaro scende rispetto ad altre valute, ci vogliono più dollari per acquistare il mais rispetto a quando il prezzo è alto. In altre parole, i venditori di mais ottengono meno dollari per il loro prodotto quando il dollaro è forte e più dollari quando la valuta è debole. Gli Stati Uniti sono il principale produttore mondiale di mais, quindi è improbabile che il mais venga quotato in una valuta diversa in tempi brevi.
- Clima: il clima può avere un grande effetto sui raccolti di mais. Moderati cambiamenti nei modelli meteorologici possono aumentare il numero di giorni molto caldi nella stagione di crescita. Queste ondate di calore possono ridurre drasticamente la produzione del raccolto e creare picchi di prezzo. Gli agricoltori continuano a provare a sviluppare ceppi di mais più resistenti al calore e la produzione potrebbe spostarsi a nord in Canada. Nel frattempo, i commercianti di mais devono monitorare attentamente l'andamento del tempo.
- Stime di produzione: ogni anno il Dipartimento dell'Agricoltura degli Stati Uniti d'America pubblica i bollettini con le previsioni di produzione per l'anno successivo.

## Usi

### Alimentazione umana
Il mais è utilizzato in alimentazione sia come alimento come tale sia come ingrediente. 100 grammi di mais forniscono circa 350 calorie di energia
- I chicchi ancora sulla spina vengono consumati lessati o alla griglia.
- I chicchi sgranati e lessati possono essere serviti in insalata o come contorno.
- I chicchi fioccati, ovvero cotti a vapore poi schiacciati attraverso una pressa a rulli ed essiccati, si consumano, all'uso anglosassone, inzuppati nel latte solitamente per la prima colazione e vengono detti corn flakes.
- Quando sono invece soltanto tostati i chicchi di alcune varietà "scoppiano" dando luogo a una pallina leggera, bianca e croccante di forma irregolare, il pop corn.
- I chicchi tostati e non scoppiati vengono utilizzati come contorno (ad esempio, la cancha peruviana) o come snack (ad esempio i corn nuts statunitensi), oppure vengono macinati come base per piatti dolci (come l'asham giamaicano) o bevande (come il tascalate messicano). In Svizzera, la farina così prodotta prende il nome di farina bóna.

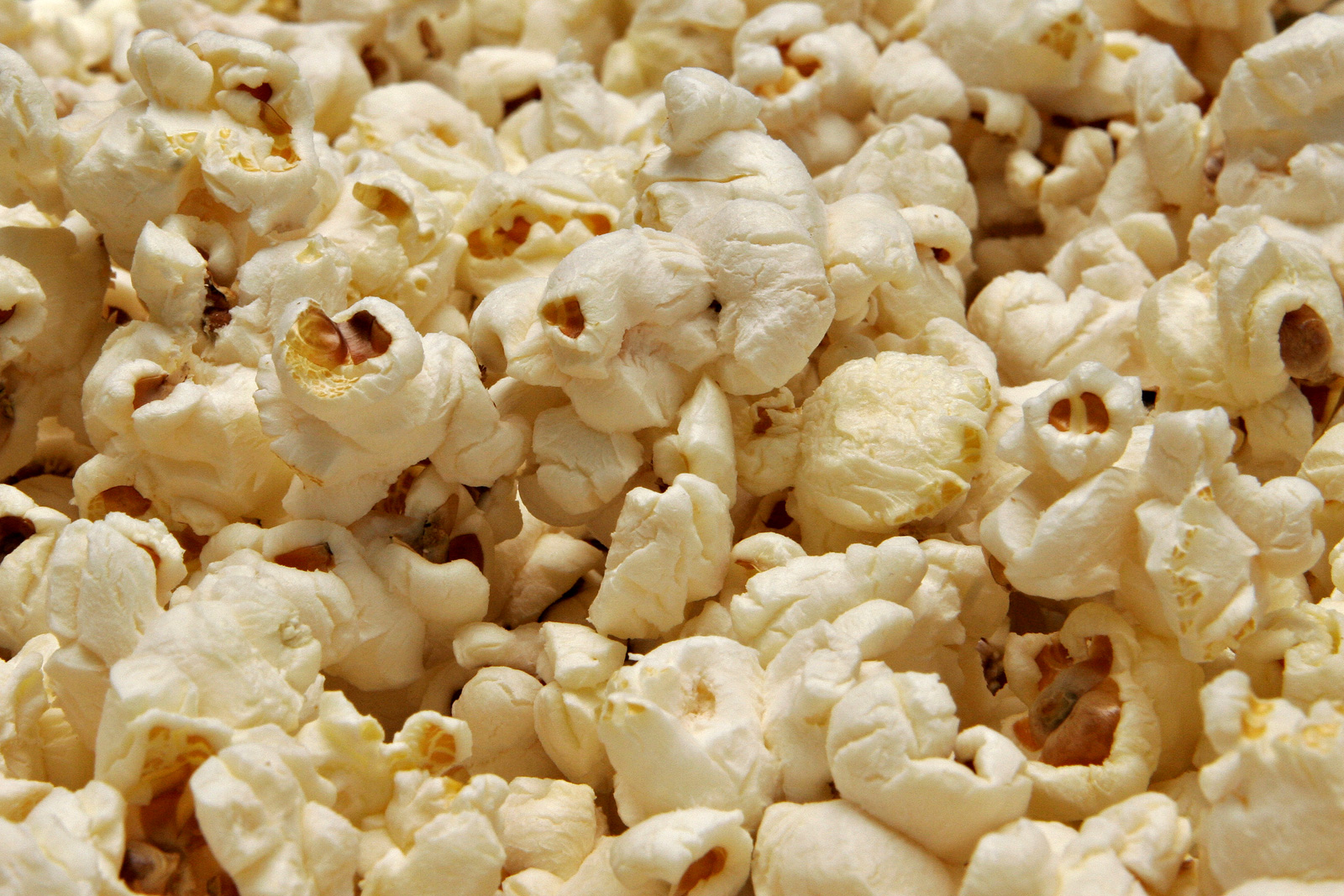
Popcorn

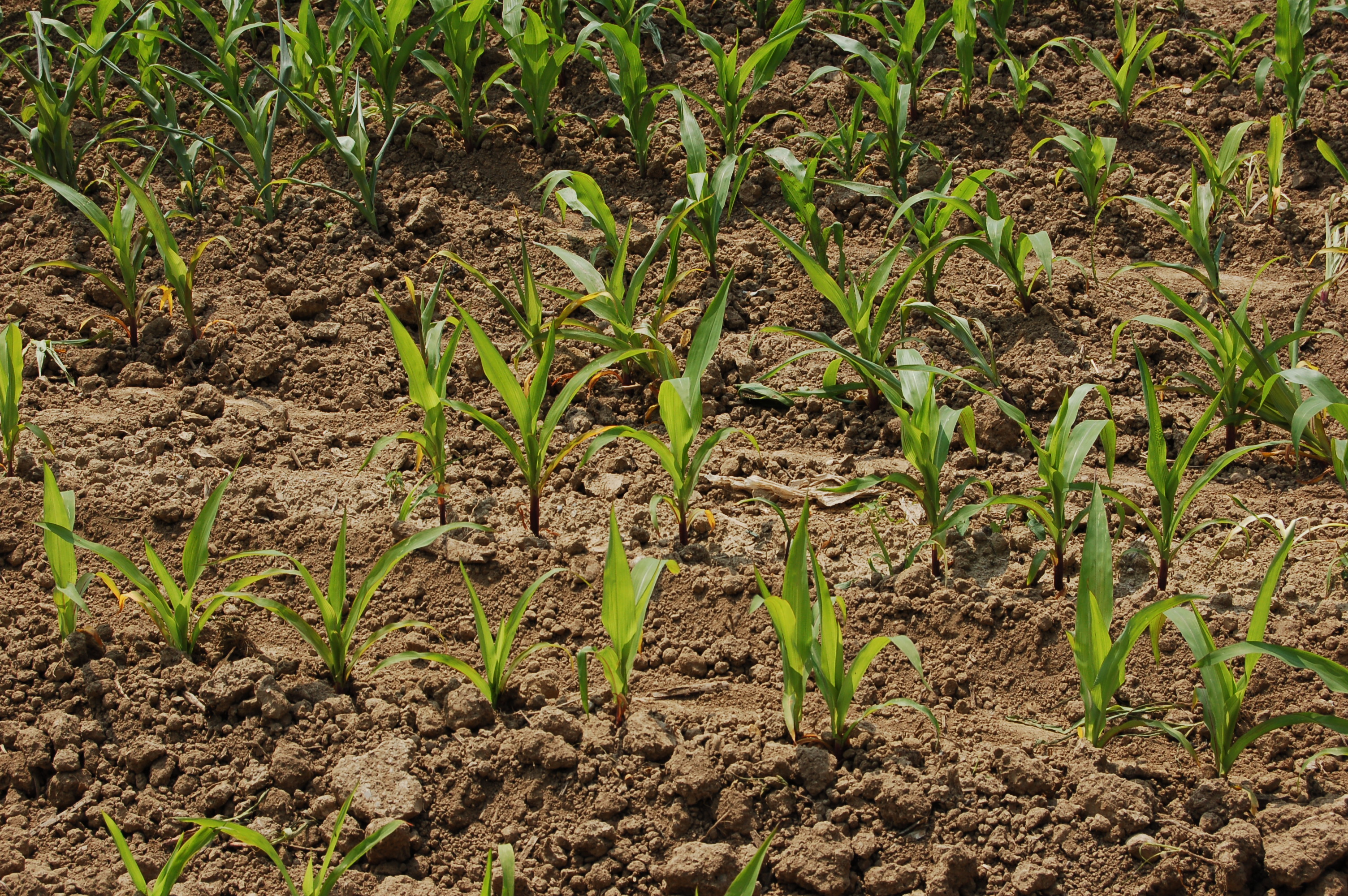
Piante in crescita

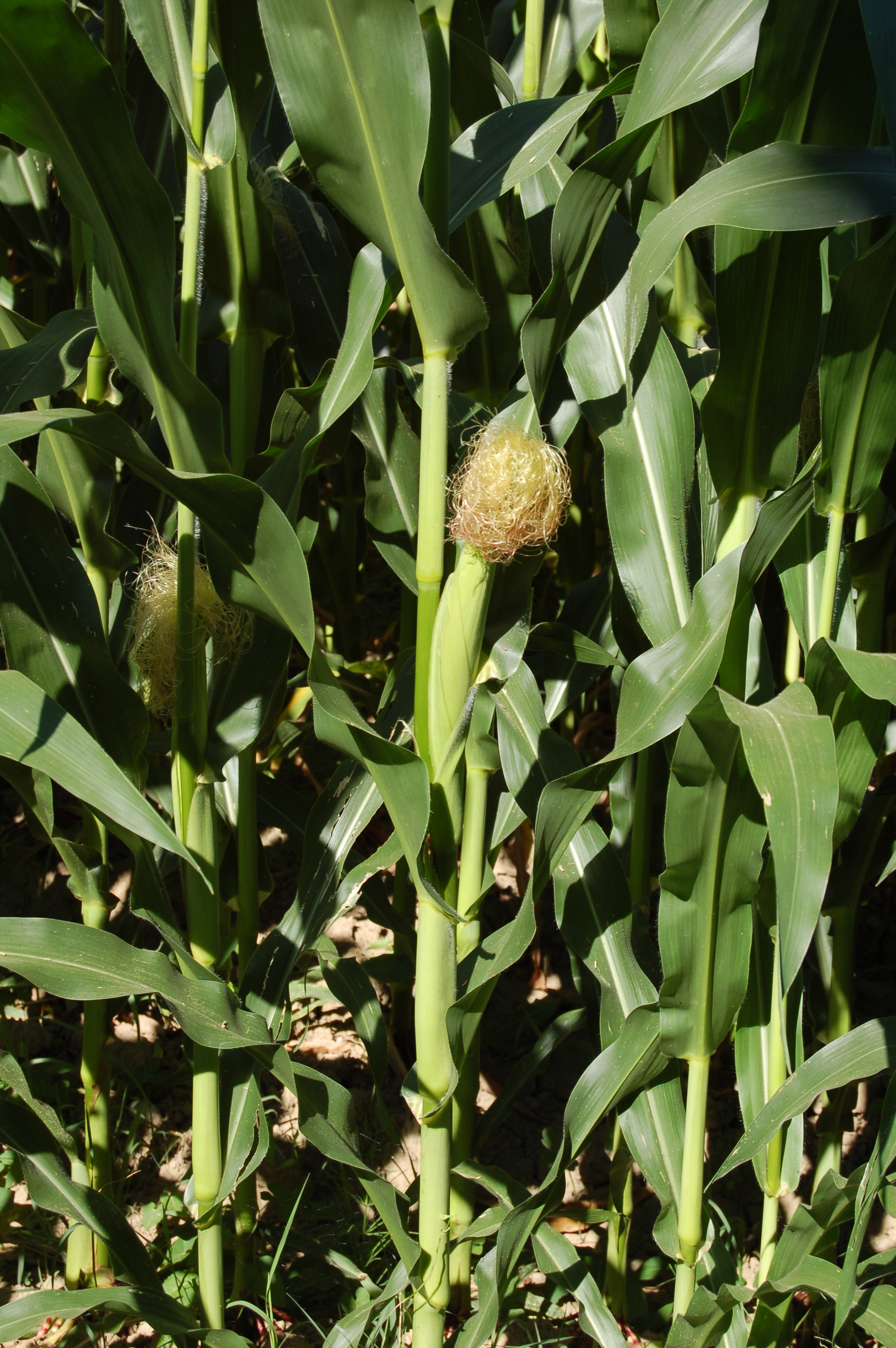
Pannocchia in crescita

- Dal germe si ottiene un olio che può essere usato come condimento a crudo, mentre, a differenza di altri oli di semi come quello di girasole, non è adatto per friggere.
- La farina di mais[34] è utilizzata nella preparazione di diversi piatti (tra i quali in Italia il più noto è la polenta), alcuni tipi di pane e alcuni dolci. Si distingue in farina bramata, a grana grossa, per ottenere polente particolarmente saporite e gustose, fioretto di farina per polente pasticciate, morbide e delicate, fumetto di mais, per una farina finissima adatta alla produzione di dolci e biscotti. Tra i più noti in Italia troviamo le paste di meliga.

- La farina di mais, con percentuali di grassi inferiore a 1% (separata quindi dal germe), chiamata gritz, viene utilizzata nella produzione di birra, e nella produzione di snack estrusi.
- La farina di mais precotta è utilizzata per polente istantanee, polente a cottura rapida 3-5 minuti, questo tipo di farina è utilizzato anche nella produzione di pasta.
- Il mais per rilasciare tutto il suo nutrimento deve subire un processo chiamato nixtamalizzazione dando così origine a un prodotto completamente diverso dalla farina di polenta, infatti per distinguerla viene chiamata con il nome spagnolo harina de maiz. Con questa si producono le tortilla e arepa, alla base dell'alimentazione dei popoli delle Americhe, mentre in Europa si è patita la pellagra poiché la polenta rilascia solo pochissimi dei suoi nutrienti.
- Nella produzione di pasta è possibile sia utilizzare solo parzialmente farina di mais e per il resto la consueta semola di grano, sia utilizzando esclusivamente farina di mais per chi è intollerante al glutine. In questo caso, il nome del prodotto per la legge italiana non si può chiamare pasta e quindi si trova commercializzato con altri nomi di fantasia.
- Dal mais inoltre si estrae l'amido, che viene poi usato per altre preparazioni alimentari.
- Il mais è usato anche nella fabbricazione di liquori e bevande, particolarmente in America Meridionale, dove si consumano abbondantemente la chicha e la chicha morada, e negli Stati Uniti, dove si produce il Bourbon.

### Alimentazione animale
Per la sua alta produttività, il valore nutritivo elevato (benché sostanzialmente energetico), la coltivazione "facile" e completamente meccanizzabile, la possibilità di raccolta in diverse forme che permettono di superare avversità climatiche di fine stagione, il mais costituisce la base dell'alimentazione di molte specie animali.
In particolare per i bovini può essere utilizzato in diversi modi:
- insilato di mais allo stato ceroso (silomais);
- pastone insilato di granella e tutoli;
- insilato di granella umida;
- granella secca.
A titolo di esempio, la razione dei vitelloni da carne può essere costituita da mais nelle suddette forme per percentuali anche largamente superiori ai due terzi della sostanza secca totale.
Il mais vitreo è invece particolarmente apprezzato per l'allevamento avicolo.

### Proprietà nutrizionali
Le proprietà nutrizionali del mais per l'alimentazione umana sono modeste. A parte una buona quantità di carboidrati, contiene poche sostanze nutrienti e poche vitamine del gruppo B e gruppo PP, che sono presenti in forma non assimilabile. Inoltre la sua componente proteica è povera di lisina e triptofano, due amminoacidi essenziali.
A causa di ciò, la malattia della pellagra colpì in tempi di carestia anche in Italia, e soprattutto in Veneto e in Friuli, i contadini che per mancanza di altro tipo di cibo si alimentavano quasi esclusivamente con polenta. In Messico e paesi confinanti si utilizza un procedimento antico ma ancora attuale chiamato nixtamalizzazione, che trasforma il mais rendendo assimilabili le vitamine e aumentando quindi il suo valore nutrizionale, per esempio nella farina di arepa che serve per la produzione delle tortillas.
Alcune varietà possiedono chicchi di colore rosso o nero, dovuto alla presenza di pigmenti quali antociani o flobafeni, che potrebbero conferire proprietà antiossidanti molto interessanti dal punto di vista nutrizionale.

### Produzione di energia
Viene utilizzato per la produzione di energia in diversi modi. È impiegato per la produzione di etanolo tramite la naturale fermentazione. L'etanolo prodotto, pur commestibile, viene utilizzato per la produzione di biocarburanti.
Tramite utilizzo di tutta la pianta previa trinciatura, è il componente principale nel processo di digestione anaerobica finalizzata alla produzione di biogas per la produzione di energia elettrica. Il processo consiste nella demolizione naturale della sostanza organica, attraverso l’azione di batteri, in una miscela di metano e anidride carbonica, che viene definita ormai universalmente biogas. Il contenuto di metano (CH4) può superare il 60% in volume. La trasformazione avviene in digestori, in assenza di ossigeno, in condizioni ottimali di temperatura (normalmente compresa tra circa 30 e 60 °C) e con i tempi necessari: 15-60 giorni o anche più. Tipicamente il 30-60% dei solidi in ingresso nel digestore viene convertito in biogas. Il co-prodotto di reazione è un refluo (spesso definito digestato) che consiste normalmente di fibre non digerite e di varie sostanze solubili in acqua. La produzione di metano viene convertita in elettricità attraverso motori endotermici.
È un combustibile molto apprezzato con un potere calorifero inferiore molto elevato, pari a 15,88 MJ/kg (con umidità del macinato all'11%).
Può essere utilizzato direttamente e senza alcun trattamento per il riscaldamento domestico in stufe appositamente predisposte. Alcune stufe a pellet utilizzano una miscela con il 30% di pellet di legno e il restante 70% in grani di mais. La combustione del mais per la produzione di calore è particolarmente indicata quando la coltura è affetta da micotossine che ne rendono non più commestibile la produzione.

### Usi terapeutici
Gli stimmi di questa pianta, assumibili grazie alle tisane, producono un effetto diuretico e sono consigliati nella calcolosi e nelle cistiti.
L'olio di mais, applicato alla pelle con un leggero massaggio, la rende più morbida ed elastica.

### Materie plastiche biodegradabili
L'amido di mais viene usato per produrre materie plastiche biodegradabili come il Mater-Bi, della Novamont, per confezionare ad esempio i sacchetti per la raccolta dei rifiuti urbani biodegradabili (umido). Questi sacchetti si decompongono e ritornano alla natura attraverso il processo di compostaggio.

## Varietà

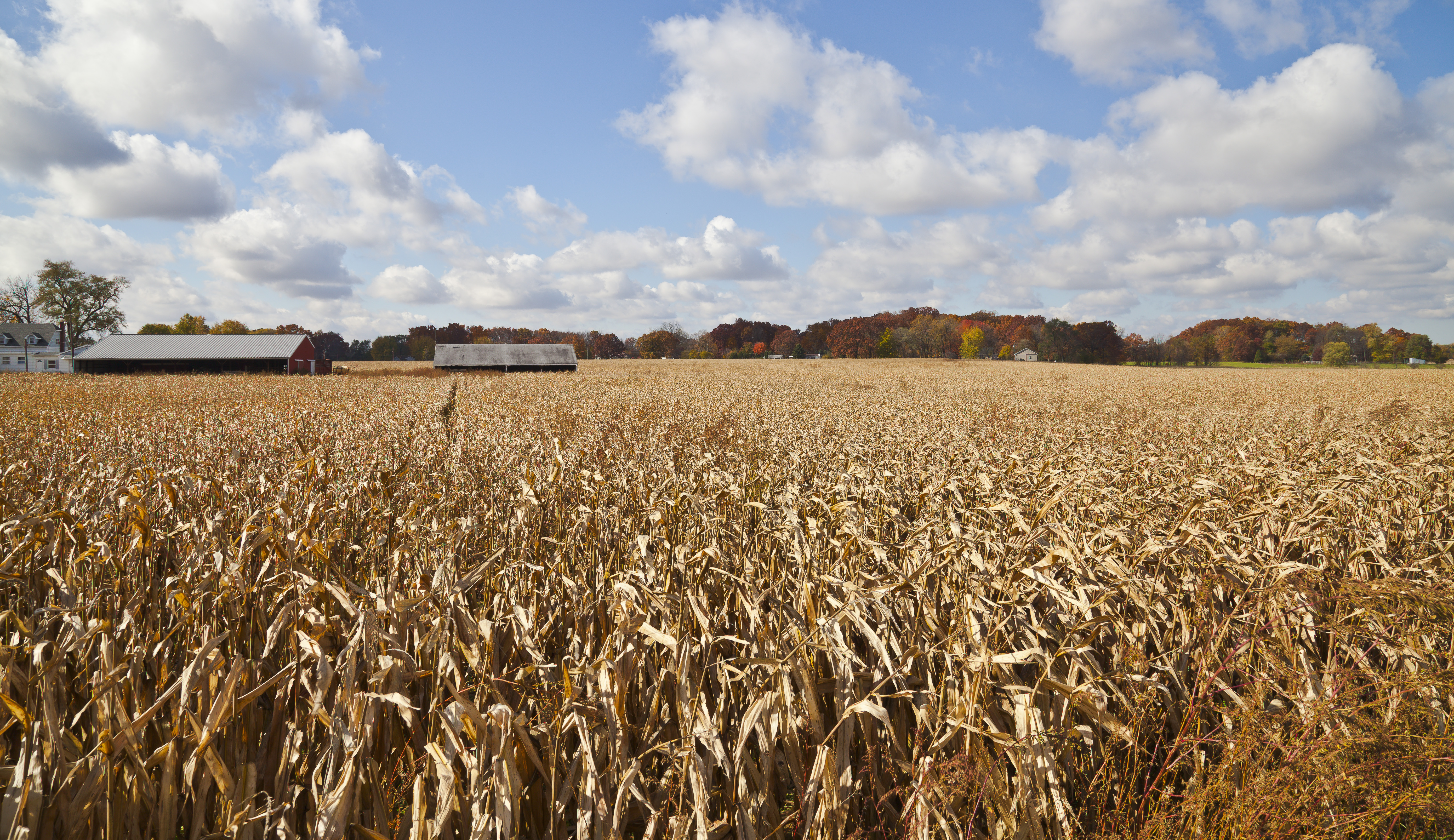
Campo di mais, Indiana, Stati Uniti

Per le raccolte di varietà di mais è importante la banca dei semi del Centro internacional de mejoramiento de maiz y trigo (cimmyt) a Città del Messico con 24000 campioni.
Esistono varie classificazioni delle varietà di mais.
Quella principale e più comunemente utilizzata è la FAO, sigla che designa l'Organizzazione delle Nazioni Unite per l'alimentazione e l'agricoltura, ovvero la fautrice della classificazione in questione.
Essa si basa sui giorni di maturazione della varietà, attribuendo un numero da 100 (il più precoce) a un massimo di 800 (il più tardivo) e aumentando di circa 5-10 giorni ogni classe.
Di seguito è riportata una tabella che mostra le classi FAO:
| Classe FAO               | Giorni maturazione*      |                          |
| ------------------------ | ------------------------ | ------------------------ |
| 100                      | Non utilizzati in Italia | Non utilizzati in Italia |
| 200                      | 86 - 95                  | Precocissimi             |
| 300                      | 96 - 105                 | Precoci                  |
| 400                      | 106 - 116                | Medio-precoci            |
| 500                      | 116 - 120                | Medi                     |
| 600                      | 121 - 131                | Medio-tardivi            |
| 700                      | 132 - 140                | Tardivi                  |
| 800                      | Non utilizzati in Italia | Non utilizzati in Italia |
| * I dati sono indicativi |                          |                          |

Altra classificazione è quella basata sulla consistenza del grano, ossia sulla sua composizione in amidi e in zuccheri, proposta da E. Lewis Sturtevant. Essa comprende le seguenti sezioni, compresa Ceratina aggiunta da Kuleshov: Everta (pericarpo traslucido ed endosperma quasi tutto vitreo, da scoppio: popcorn), Tunicata (grani ricoperti da glume: podcorn), Indurada (pericarpo traslucido ed endosperma farinoso al centro e vitreo esternamente, cristallino: flintcorn), Amylacea (pericarpo opaco ed endosperma farinoso: softcorn), Indentata (pericarpo traslucido ed apice coronato, dentato: dentcorn), Saccharata (grani rugosi e zuccherini, dolce: sweetcorn), Amylosaccharata (grani lisci e zuccherini, dolce: sweetcorn), Ceratina (pericarpo opaco ed endosperma in parte ceroso: waxycorn).

## Avversità
Gli insetti maggiormente dannosi al mais sono la Piralide (Ostrinia nubilalis) e la Diabrotica (Diabrotica virgifera virgifera); nell'Italia meridionale alla Piralide tendono a sostituirsi le nottue, in particolare Sesamia cretica, Sesamia nonagroides e Agrotis segetum. Le malattie da funghi più importanti sono il marciume del fusto causato da Gibberella zeae, la fusariosi causata da Fusarium moniliforme e il cosiddetto "carbone", causato da Ustilago maydis.
La comunità europea ha adottato il Regolamento (CE) n. 1126/2007 che prevede un limite di presenza nel mais delle fumonisine, una tossina prodotta dai funghi parassiti del mais. A partire dall'ottobre 2007 è fissato un limite di 4 000 parti per miliardo nel mais destinato al consumo alimentare umano. Le fumonisine sono indicate in molti ambienti scientifici come molto pericolose per il rischio oncogeno.
I mezzi di lotta contro gli insetti prevedono trinciatura e interramento degli stocchi e l'uso di insetticidi contro le larve della prima generazione, ma con un'efficacia generalmente modesta. Nell'ultimo periodo la lotta entomologica si orienta sempre più verso il miglioramento genetico con la creazione di ibridi tolleranti, con risultati promettenti.